# Шасі (автомобіль)

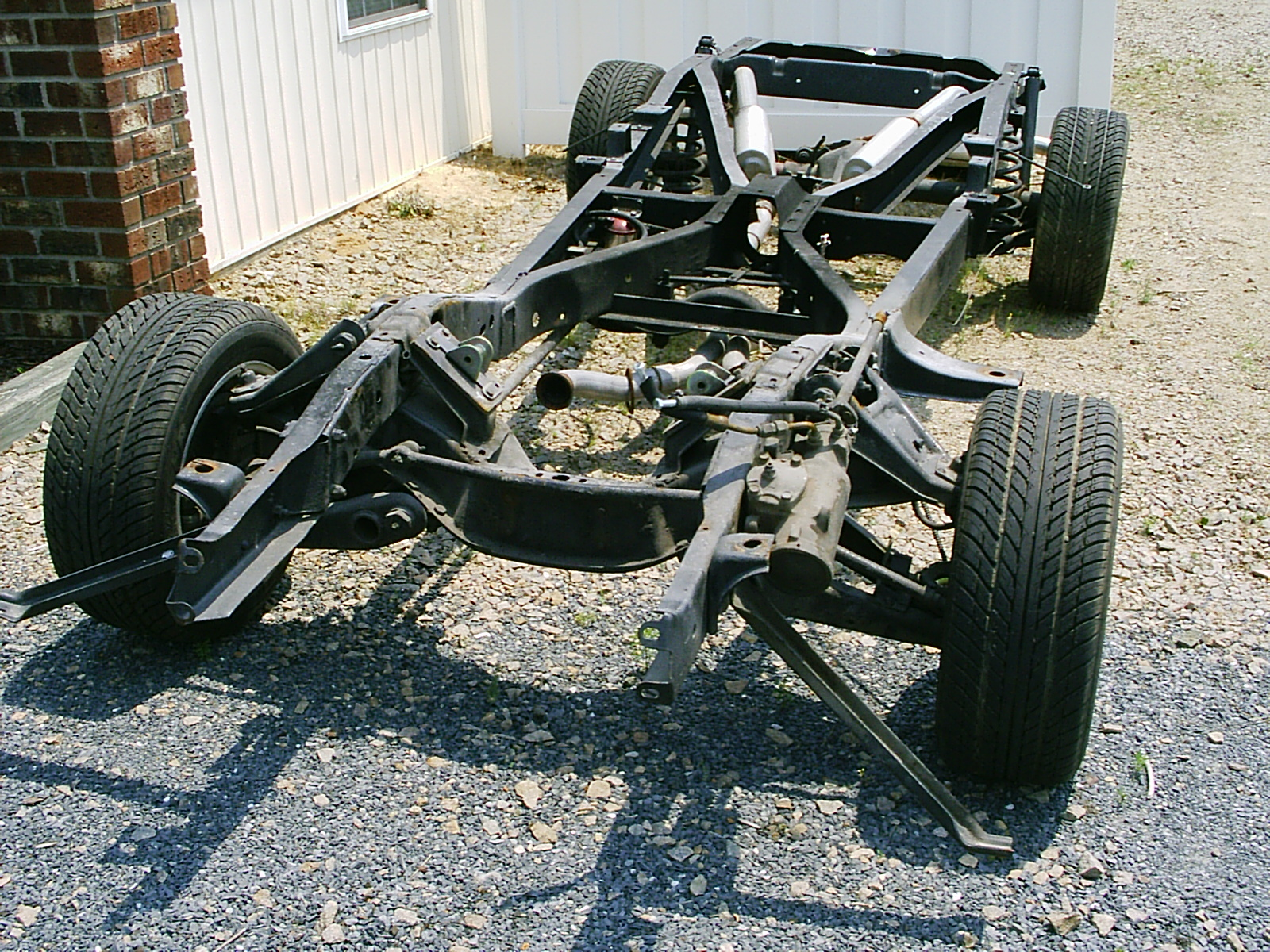
Рамне шасі автомобіля

Шасі́ (від фр. châssis — основа, рама), підво́ззя, підві́ззя — сукупність агрегатів і вузлів сухопутних транспортних засобів та інших самохідних машин, змонтованих на спільній рамі. Вузли та агрегати шасі забезпечують привід від двигуна на рушій (рушії) транспортного засобу та відповідають за його керованість на дорозі, вантажність та маневровість.

## Основні складові шасі
До основних елементів шасі автомобіля належать:
- Трансмісія
- Ходова частина
- Система кермування

### Трансмісія
Трансмісія автомобіля призначена для передачі обертаючого моменту від двигуна до ведучих коліс автомобіля, зміни його напрямку і величини, а також перерозподілу між ведучими колесами (на повнопривідних автомобілях). Складові трансмісії:
- зчеплення
- коробка передач
- роздавальна коробка
- карданна передача (приводний вал)
- головна передача
- диференціал
- приводні вали коліс (напівосі)

### Ходова частина
Ходова частина забезпечує рух автомобіля з визначеним рівнем комфорту. Механізми і деталі ходової частини зв'язують колеса з кузовом, гасять його коливання, сприймають і передають сили, що діють на автомобіль. Будова ходової частини:
- рама
- передній та задній мости
- підвіска
- колеса з шинами

### Системи керування
До систем керування автомобілем належить система кермового управління і гальмівну систему. Кермове управління забезпечує зміну напрямку руху автомобіля, а гальмівна система дозволяє знижувати швидкість, аж до повної зупинки, і утримувати автомобіль на місці.